# Trasalva (Amoeiro)
Trasalva (llamada oficialmente San Pedro de Trasalba) es una parroquia y una aldea española del municipio de Amoeiro, en la provincia de Orense, Galicia.

## Otras denominaciones
La parroquia también es conocida por el nombre de San Pedro de Trasalva.

## Organización territorial
La parroquia está formada por ocho entidades de población:
- Albeiros
- Bergueira (A Bergueira)
- Cima de Vila
- Fondo de Vila
- Formigueiro (O Formigueiro)
- Monteasnal (Monte Asnal)
- Soutomanco
- Trasalva (Outeiro de Trasalba)(Trasalba)

## Demografía

### Parroquia
| Gráfica de evolución demográfica de Trasalva (parroquia) entre 2000 y 2024 |
|                                                                            |
| Datos según el nomenclátor publicado por el INE.                           |

### Aldea
| Gráfica de evolución demográfica de Trasalva (aldea) entre 2000 y 2024 |
|                                                                        |
| Datos según el nomenclátor publicado por el INE.                       |